# Nacaduba georgi
Nacaduba georgi är en fjärilsart som beskrevs av Hans Fruhstorfer 1916. Nacaduba georgi ingår i släktet Nacaduba och familjen juvelvingar. Inga underarter finns listade i Catalogue of Life.